# Walter Höllerer

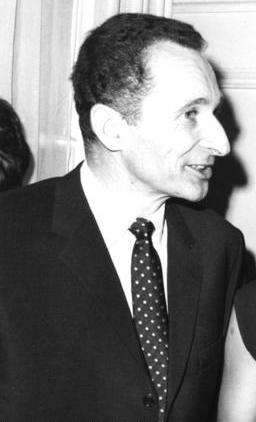
Walter Höllerer bei der Verleihung des Fontane-Preises (1966)

Walter Friedrich Höllerer (* 19. Dezember 1922 in Sulzbach; † 20. Mai 2003 in Berlin) war ein deutscher Schriftsteller, Literaturkritiker und Literaturwissenschaftler. Er war von 1959 bis 1988 Professor für Literaturwissenschaft an der TU Berlin. Höllerer war Mitglied der Gruppe 47, Gründer der Zeitschrift Akzente und des Literarischen Colloquiums Berlin.

## Leben
Der evangelische Lehrersohn Höllerer absolvierte die Volksschule im oberpfälzischen Sulzbach und dann das humanistische Gymnasium in Amberg. Am 4. November 1941 beantragte er als Achtzehnjähriger die Aufnahme in die NSDAP und wurde rückwirkend zum 1. September desselben Jahres aufgenommen (Mitgliedsnummer 8.689.220). Ab 1941 war er Soldat im Zweiten Weltkrieg und geriet anschließend in Gefangenschaft. Er studierte nach 1945 zunächst Theologie, dann Philosophie, Geschichte, Germanistik und Vergleichende Literaturwissenschaft in Erlangen (u. a. bei Johannes Straub) und Göttingen (u. a. bei Nicolai Hartmann). Er legte 1949 in Erlangen die Lehramtsprüfung für höhere Schulen ab und promovierte im selben Jahr bei Helmut Prang mit einer Schrift über Gottfried Kellers Novellenzyklus „Die Leute von Seldwyla“. 1953 wurde er wissenschaftlicher Assistent an der Universität Frankfurt am Main bei Kurt May, bei dem er sich 1956 mit der Arbeit „Zwischen Klassik und Moderne. Lachen und Weinen in der Dichtung einer Übergangszeit“ habilitierte.
Anschließend lehrte er in Frankfurt als Privatdozent für Deutsche Literaturwissenschaft und arbeitete zugleich als Lektor beim Suhrkamp-Verlag. In seiner Zeit als Assistent und Privatdozent in Frankfurt bildete sich ein informeller Kreis von Studenten und Doktoranden um Höllerer, die sein Interesse für die Gegenwartsliteratur teilten und von denen manche auch selbst literarische Texte verfassten. Zu diesem Freundes- und Schülerkreis gehörten etwa Karl Markus Michel, Klaus Wagenbach, Herbert Heckmann, Volker Klotz und Norbert Miller. Mit seinem Lehrer Kurt May begründete Höllerer 1958 die Schriftenreihe „Literatur als Kunst“. Von 1959 bis zu seiner Emeritierung 1987 war er ordentlicher Professor für Literaturwissenschaft an der Technischen Universität Berlin, wo er 1959 das Institut für Sprache im technischen Zeitalter gründete. 1973 nahm er eine Gastprofessur für Germanistik und Komparatistik an der University of Illinois at Urbana-Champaign wahr.
Neben der wissenschaftlichen Arbeit veröffentlichte er eigene Gedichte und Romane, verfasste Kritiken und Nachworte. 1954 gründete Höllerer mit der Zweimonatszeitschrift Akzente eines der wichtigsten literarischen Foren der Bundesrepublik. Ab 1954 nahm er an den Treffen der Gruppe 47 teil, einem losen Zusammenschluss junger deutschsprachiger Nachkriegsautoren. 1960 wurde er Mitglied des deutschen PEN-Zentrums (Bundesrepublik). In den frühen 1960er Jahren moderierte er Literatursendungen im Sender Freies Berlin. 1961 rief er die Zeitschrift Sprache im technischen Zeitalter, 1963 das Literarische Colloquium Berlin ins Leben. Durch seine Tätigkeit als Herausgeber und Kritiker sowie als Lehrstuhlinhaber an der TU Berlin prägte Höllerer das geistige Leben einer ganzen Epoche mit. Robert Neumann kritisierte 1966 scharf Höllerers führende Rolle in der Gruppe 47 und im damaligen Literaturbetrieb. 1977 gründete er das Literaturarchiv Sulzbach-Rosenberg, in welches er das Archiv der Zeitschrift Akzente einbrachte, ab 1985 fungierte Höllerer als Direktor des Literaturarchivs.
1965 heiratete Höllerer die Fotografin Renate von Mangoldt. Aus der Ehe gingen zwei Söhne hervor. Ihr Sohn Florian (* 1968) übernahm ab 2014 die Leitung des Literarischen Colloquiums Berlin (LCB). Seit 1959 war Walter Höllerer Mitglied der Deutschen Akademie für Sprache und Dichtung. 1966 erhielt er den Fontane-Preis, 1974 den Kulturpreis der Stadt Sulzbach-Rosenberg. Seine Heimatstadt Sulzbach-Rosenberg verlieh ihm 1991 die Ehrenbürgerschaft, 1993 wurde er zum Ehrenmitglied der TU Berlin ernannt. 1993 erhielt Höllerer zusammen mit Robert Creeley den Horst-Bienek-Preis für Lyrik, 1994 die Rahel-Varnhagen-von-Ense-Medaille der Stadt Berlin sowie den Nordgaupreis des Oberpfälzer Kulturbundes in der Kategorie „Dichtung“.

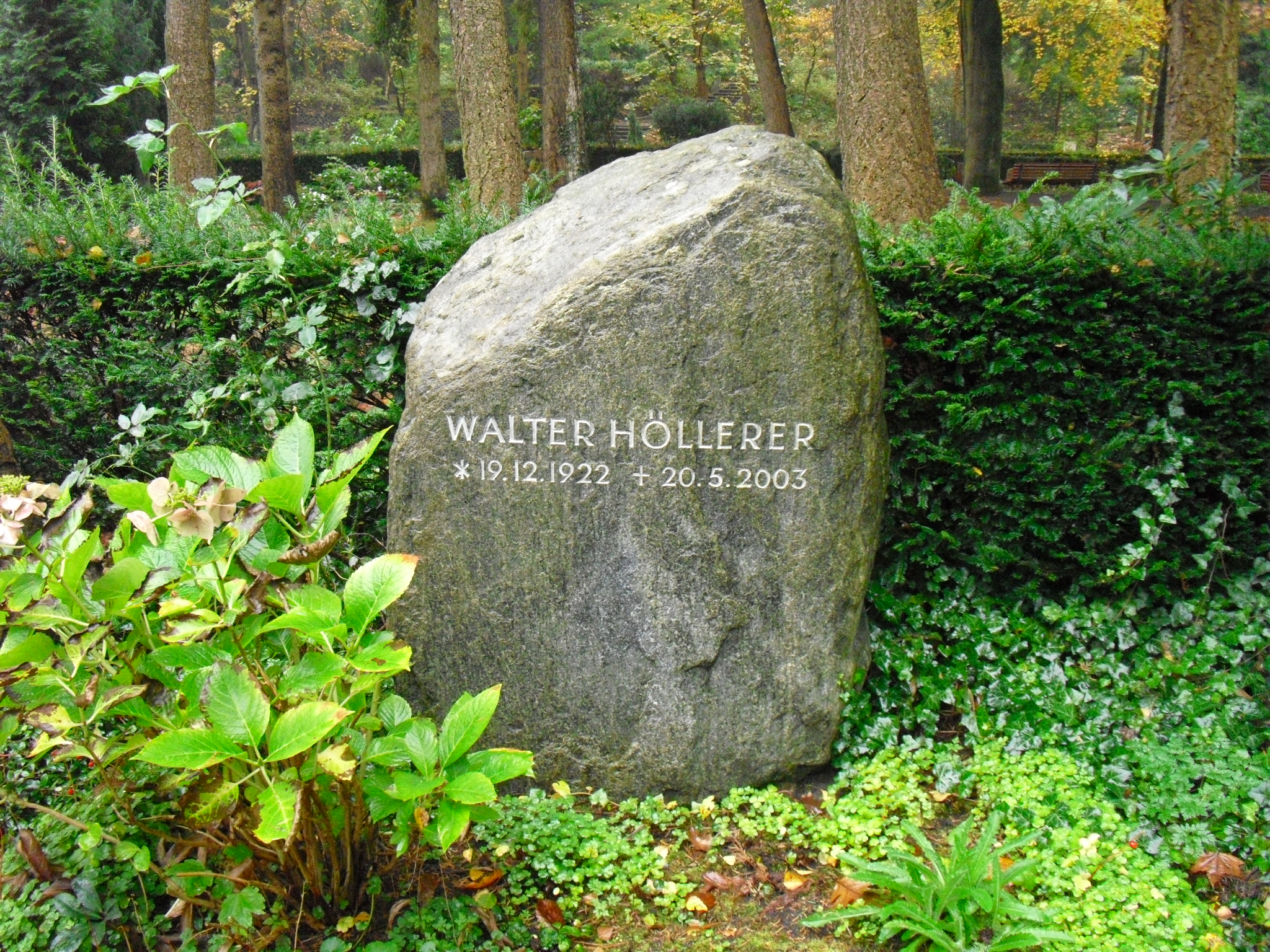
Walter Höllerers Grabstein auf dem Friedhof Heerstraße

Walter Höllerer starb am 20. Mai 2003 im Alter von 80 Jahren in Berlin. Bei der Beisetzung, die am 28. Mai 2003 auf dem landeseigenen Friedhof Heerstraße in Berlin-Westend stattfand (Grabstelle: 16-D-7/8), trug Günter Grass das Gedicht „Walter Höllerer nachgerufen“ vor.
2004 übergab die Witwe Renate von Mangoldt dem Literaturarchiv Sulzbach-Rosenberg als Schenkung den Nachlass Walter Höllerers, der seit 2007 wissenschaftlich erschlossen wird.
Am 19. April 2007 wurde die staatliche Realschule Sulzbach-Rosenberg in Walter-Höllerer-Realschule umbenannt. An seinem Geburtshaus in Sulzbach-Rosenberg wurde anlässlich seines hundertsten Geburtstags im Januar 2023 eine Hinweistafel mit QR-Code angebracht, die es in das touristische Erkundungskonzept der Stadt integriert.

## Ehrung
- 1994: Ernst-Reuter-Plakette des Landes Berlin

## Werke

Titelseite von Walter Höllerers Theorie der modernen Lyrik

### Sachbücher
- Gottfried Kellers „Leute von Seldwyla“ als Spiegel einer geistesgeschichtlichen Wende. Eine Studie zur Geschichte der Novelle im 19. Jahrhundert. Dissertation Erlangen 1949.
- Zwischen Klassik und Moderne. Lachen und Weinen in der Dichtung einer Übergangszeit. Klett, Stuttgart 1958; durchgesehene Neuausgabe: SH, Köln 2005, ISBN 3-89498-133-4.
- Theorie der modernen Lyrik. Dokumente zur Poetik 1. Rowohlt, Reinbek 1965.
  - Erweiterte Neuausgabe in 2 Bänden von Norbert Miller und Harald Hartung: Hanser, München 2003, ISBN 3-446-20386-9.
- Modernes Theater auf kleinen Bühnen. Literarisches Colloquium, Berlin 1965.

### Literarische Werke
- Der andere Gast. Gedichte. Hanser, München 1952.
- Gedichte. Beigefügt: Wie entsteht ein Gedicht? Suhrkamp (edition suhrkamp 83), Frankfurt am Main 1964.
- (als Mitautor) Das Gästehaus, Berlin: Literarisches Kolloquium 1965, Freiburg im Breisgau (Walter-Verlag in Kommission) (Kollektiv-Roman von 15 Autoren)[11][12]
- Systeme. Neue Gedichte. Literarisches Colloquium, Berlin 1969.
- Die Elephantenuhr. Roman. Suhrkamp, Frankfurt am Main 1973, ISBN 3-518-03271-2; gekürzte Taschenbuch-Ausgabe ebd. 1975, ISBN 3-518-06766-4.
- Alle Vögel, alle. Eine Komödie in 2 Akten samt einem Bericht und Anmerkungen zum Theater. Suhrkamp, Frankfurt am Main 1978, ISBN 3-518-03272-0.
- Gedichte 1942–1982. Suhrkamp, Frankfurt am Main 1982, ISBN 3-518-03273-9.
- Oberpfälzische Weltei-Erkundungen (mit Werner Gotzmann als Mitherausgeber). Weiden 1987, ISBN 3-924350-09-4. (Sammlung von Essays und Gedichten, teilweise stark autobiografisch).

### Herausgeberschaft (Auswahl)
- Junge amerikanische Lyrik (mit Gregory Corso). Hanser, München 1960.
- Transit. Lyrikbuch der Jahrhundertmitte. Mit Randnotizen. Suhrkamp, Frankfurt am Main 1956.
- Movens. Dokumente und Analysen zur Dichtung, bildenden Kunst, Musik, Architektur (mit Franz Mon und Manfred de la Motte). Limes, Wiesbaden 1960.
- Spiele in einem Akt. 35 exemplarische Stücke (mit Marianne Heyland und Norbert Miller). Suhrkamp, Frankfurt am Main 1961.
- Ein Gedicht und sein Autor. Lyrik und Essay. Literarisches Colloquium, Berlin 1967.
- Dramaturgisches. Ein Briefwechsel (mit Max Frisch). Literarisches Colloquium, Berlin 1969.
- Welt aus Sprache. Auseinandersetzung mit Zeichen und Zeichensystemen der Gegenwart. Akademie der Künste, Berlin 1972.
- Zurufe, Widerspiele. Aufsätze zu Dichtern und Gedichten (mit Michael Krüger). BWV Berliner Wissenschafts-Verlag, Berlin 1993, ISBN 3-87061-405-6.

## Filme
- Literatur im technischen Zeitalter, Fernsehreihe, 13 Filme, Sender Freies Berlin, 1961/62, Erste Folge: 13. November 1961
- Berlin stellt vor. Fernsehreihe, 39 Filme, Sender Freies Berlin, 1962, Erste Folge: 28. Mai 1962
- Modernes Theater auf kleinen Bühnen, Fernsehreihe, 10 Filme, Zusammen mit Ernst Schnabel, Sender Freies Berlin, 1964/65, Erste Folge: 18. November 1964
- Der weiße Hopfengarten, Regie: Wolfgang Ramsbott, Text: Walter Höllerer, Fotos: Renate von Mangoldt, 1966
- Ein Gedicht und sein Autor, Fernsehreihe, 11 Filme, Sender Freies Berlin, 1966/67, Erste Folge: 1. Dezember 1966
- Die Alexanderschlacht, Regie: Wolfgang Ramsbott, Text: Walter Höllerer, 1968
- Das literarische Profil von Prag, Regie: Wolfgang Ramsbott, 1969
- Das literarische Profil von Stockholm, Regie: Wolfgang Ramsbott, 1969
- Das literarische Profil von London, Regie: Wolfgang Ramsbott, 1970
- Das literarische Profil von Rom, Regie: Wolfgang Ramsbott, 1970
- Das literarische Profil von Berlin. Regie: Wolfgang Ramsbott, 1971
- Vögel und Fluggespenster. Regie: Wolfgang Ramsbott, 1973